# Pelurga zonata
Pelurga zonata är en fjärilsart som beskrevs av Einar Wahlgren 1913. Pelurga zonata ingår i släktet Pelurga och familjen mätare. Inga underarter finns listade i Catalogue of Life.